# Bengt Ekerot
Bengt Ekerot (Estocolmo, 8 de febrero de 1920 - Estocolmo, 26 de noviembre de 1971) fue un actor y director de escena sueco. 

## Biografía
Ekerot nació en Estocolmo, hijo del ingeniero Folke Ekerot y de Vivian, de soltera Olsson.  
Debutó como actor de cine en 1940, en la película Med livet som insats, dirigida por Alf Sjöberg. Aunque desarrolló una larga carrera como actor en producciones de su país, su papel más importante lo consiguió de la mano de Ingmar Bergman en 1957, al interpretar a la Muerte en su película El séptimo sello, en la que aparecía como un hombre demacrado y cubierto con un manto negro, un arquetipo que ha influido en la representación de la muerte en un sinnúmero de obras en el cine y otros medios desde entonces. Un año después volvería a trabajar con Bergman, así como con Max von Sydow, en la película El rostro.
No menos importante fue la carrera de Ekerot en el teatro, siendo uno de los actores y directores escénicos más importantes del teatro sueco durante´el siglo XX. Así trabajó en los años 1950 y 1960 en el Dramaten como director, institución en la que anteriormente se había formado como actor entre 1938 y 1941. Ekerot también trabajó en el Teatro de Gotemburgo y el Teatro de la Música de Malmö.
Se casó en dos ocasiones. La primera en 1946, con la noruega Antonieta Gram, abogada e hija del político Harald Gram. Dicho matrimonio apenas duró un año. Se casó en segundas nupcias con la soprano sueca Margareta Hallin en 1959. Dicha unión se mantuvo hasta 1968.
Ekerot falleció debido a un cáncer de pulmón el 8 de febrero de 1971. Fue enterrado en el cementerio de Skogskyrkogården, ubicado al sur de Estocolmo.

## Filmografía selecta
- Med livet som insats (1940)
- Det sägs på stan (1941)
- Vi hemslavinnor (1942)
- Hanna i societén (1940)
- Sonja (1943)
- Skådetennis (1945)
- 13 stolar (1945)
- Dynamit (1947)
- Marianne (1953)
- El séptimo sello (1957)
- El rostro (1958)
- På en bänk i en park (1960)
- Myten (1966)
- ¿Quién le ha visto morir? (Ole dole doff) (1968)